# Bolletjes Blues
Bolletjes Blues is een Nederlandse musicalfilm uit 2006 over de Surinaamse jongen Spike (Negativ) in de Bijlmer die zich bij een criminele bende aansluit, geleid door Delano (SugaCane).

## Verhaal
We zien een flash forward, met Spike in de gevangenis in Suriname. Zijn moeder, die in Suriname woont, zoekt hem op: ze is erg teleurgesteld in Spike, die ze naar Nederland heeft laten gaan om te studeren.
Vervolgens speelt de film in de tijd daarvoor.
Spike woont in de Bijlmer bij zijn hulpbehoevende tante, en verzorgt haar. Zij hebben geld tekort. Spikes tante klaagt veel, daarom vertrekt Spike.
Hij krijgt via Delano een berghok in een flat om in te wonen. Hij sluit zich aan bij zijn bende en pleegt winkeldiefstal, rooft tassen, en doet mee met het beroven van een juwelier. In de buit zitten ook oorbellen, die hij aan zijn vriendin Rosalie (Sophie van Oers) geeft.
De bende organiseert ook drugssmokkel van Suriname naar Nederland door bolletjesslikkers. Een van hen komt doodziek terug. Hij wordt gedumpt voor een ziekenhuis. Dit grijpt Spike aan, maar de rest van de bende doet er nonchalant over.
Spike wil beter gaan wonen, vooral omdat hij dan Rosalie kan ontvangen, maar heeft daar geen geld voor. Als hij Delano vraagt om een klus stelt Delano Spike voor mee te doen met een overval op de kantoorboekhandel van Rosalies vader. Spike weigert.
Om toch geld te verdienen meldt hij zich aan als bolletjesslikker. Bij vertrek uit Suriname wordt hij op het vliegveld opgepakt en in de gevangenis opgesloten.
Wanneer Rosalie hiervan hoort wil ze naar hem toe. Ze meldt zich ook bij de bende aan als bolletjesslikster. Ze wordt geaccepteerd na te hebben gedemonstreerd dat ze worstjes in hun geheel kan inslikken. In Suriname gaat ze Spike opzoeken in de gevangenis. Hij wil haar eerst niet zien omdat hij van Fred (Kimo) hoort (die ook in de gevangenis komt) dat ze met Delano seks gehad heeft. Rosalie sluit zich aan bij een koor dat gaat optreden in de gevangenis en krijgt Spike zo toch te zien, waarna het weer goed is tussen hen.
Rosalies bedoelingen en de verdere afloop worden niet getoond. Ze moet nu of bolletjes slikken, of dat alsnog weigeren, tot ongenoegen van de bende die haar hiervoor een ticket heeft gegeven.

## Rolverdeling
| Acteur             | Personage      | Opmerkingen        |
| ------------------ | -------------- | ------------------ |
| Maurits Delchot    | Spike          | rapper: Negativ    |
| Sophie van Oers    | Rosalie        |                    |
| Cane               | Delano         | rapper: SugaCane   |
| Dennis Stehr       | Jimmy          | rapper: Mr Probz   |
| Kimo van den Berg  | Fred           | rapper: Kimo       |
| Raymond Rensen     | bendelid       | rapper: Raymzter   |
| Abid Tounssi       | Tan            | rapper: Salah Edin |
| Glenn Durfort      | Ome Edje       |                    |
| Reina Linger       | Manuela        |                    |
| Verginia Olijfveld | Tante Jennifer |                    |

Andere bekende rappers en artiesten die in de film voorkwamen: Nabil Aoulad Ayad, Excellent, Clynt, Nina, Kiddo Cee, Derenzo, Goldy en Peter Beense.

## Filmlocaties
De filmlocaties in Suriname zijn de Santo Boma gevangenis, River Club, ressort Flora en Johan Adolf Pengel International Airport.

## Diversen
Wegens het educatieve karakter hebben de Nederlandse en Surinaamse overheid medewerking en steun verleend.
Van oorsprong was Bolletjes Blues een Telefilm, maar vanwege het succes van de multicultikomedies kwam er toch een bioscooprelease. Ondanks een kleine uitbreng kreeg de film zo'n 29.000 bezoekers. 
De film werd genomineerd voor beste scenario, beste mannelijke hoofdrolspeler, beste production design en kreeg een gouden kalf voor de muziek.